# Halskræft
Halskræft (også kaldet Hoved-halskræft) er en kræftsygdom, der hvert år rammer cirka 1.000 danskere. De kendte årsager til sygdommen er rygning og spiritus – men også oralsex, hvor HPV virusset er udløsende faktor. Langt de fleste der rammes er mænd +45 år. 
Behandlingen består af strålebehandling som det mest udbredte, men også kirurgi og i et mindre omfang kemoterapi. 
Behandlingen varierer utroligt meget, fra få behandlinger til ganske mange, typisk 34 gange. Overlevelsen varierer ligeledes meget, hvor der er ganske mange faktorer, der spiller ind: hvor kræften er, udbredelsen, cellernes beskaffenhed, patientens fysik, psyke og reaktioner på behandlingen. 
I de sidste 10 år er der kommet nye stråleteknikker til, bl.a. IMRT, og udviklingen fortsætter. I 2008 blev hoved halskræft betragtet som akut sygdom, hvorfor patienten nu kommer i behandling uden lange ventetider. 